# Fritz Glatz
Friedrich „Fritz“ Glatz (* 21. Juli 1943 in Wien; † 14. Juli 2002 in Most) war ein österreichischer Automobilrennfahrer, der während eines Rennens der EuroBoss-Serie tödlich verunglückte. Glatz trat üblicherweise nicht unter seinem Geburtsnamen zu Rennen an. Vielmehr nutzte er verschiedene Pseudonyme, die in unterschiedlichen Sprachen die Begriffe Glatze oder „haarlos“ aufnahmen. Sein bekanntestes Pseudonym war Pierre Chauvet; in späteren Jahren erschien Glatz auch als James Bald, Umberto Calvo und Frederico Careca.
In den 1970er und 1980er Jahren nahm Glatz an einer Reihe von Formel-Rennen in verschiedenen Klassen teil. Später engagierte er sich im Sportwagenbereich.

## Formel-Rennen
Zwischen 1981 und 1988 nahm Glatz unter dem Namen Pierre Chauvet an einer Reihe von Rennen in der Formel 2 bzw. deren Nachfolgeserie, der Formel 3000, teil.

### Formel 2

#### 1981: Der Einstand
Seinen ersten Formel-2-Einsatz hatte Glatz beim letzten Rennen der europäischen Meisterschaft im schwedischen Mantorp. Er fuhr einen Toleman TG280 für das (nur gelegentlich antretende) Team Jo Gartner Racing. Glatz beendete das Rennen als 16. mit zwei Runden Rückstand.

#### 1982: Bertram Schäfer Racing
In der Saison 1982 fuhr Glatz neben Frank Jelinski zehn Rennen für das deutsche Team Bertram Schäfer Racing, das private Maurer MM82 einsetzte. Glatz erreichte einige Zielankünfte, kam aber nicht in die Punkteränge. Sein bestes Ergebnis war der achte Platz im sechsten Rennen des Jahres, dem Gran Premio di Roma F2 in Vallelunga.
Beim zweiten Rennen des Jahres meldete sich Glatz für das Team Ebor Motorsport. Mit welchem Fahrzeug er das Rennen bestritt, ist ungeklärt. Teilweise wird ein Toleman TG 280 mit BMW-Motor genannt, andere Quellen sprechen von einem Ralt RT4 mit Hart-Motor.

#### 1983: Zurück zu Jo Gartner
In der Saison 1983 fuhr Glatz zehn Rennen für Jo Gartners Team Emco Sports. Emco setzte zwei gebrauchte Spirit-Chassis vom Typ 201 ein. Die Fahrzeuge waren in der Saison 1982 mit Honda-Motoren ausgerüstet gewesen und hatten seinerzeit im Spirit-Werksteam einen starken Eindruck hinterlassen. Gartner rüstete die Wagen für die Saison 1983 allerdings auf BMW-Motoren von Heidegger um. Stammfahrer des Teams war Jo Gartner; er nahm an allen Rennen der Saison teil. Gartner gewann in dieser Saison, die von Jonathan Palmer und den Ralt-Wagen beherrscht wurde, den Großen Preis von Pau und konnte einige weitere Ankünfte in den Punkterängen erreichen. Glatz hingegen kam mit einem technisch identischen Auto nur zweimal ins Ziel. Sein bestes Ergebnis war der 12. Platz beim Grote Prijs van Limborg in Zolder, bei dem er vor der Zielankunft viermal überrundet worden war.

#### 1984: Ein weiteres Jahr mit Emco
In der letzten Saison der Formel 2 blieb Glatz bei Emco Sports. Er bestritt erneut zehn Rennen. Viermal kam er ins Ziel. Mit dem sechsten Platz bei den Donington 50.000 erreichte Glatz seinen ersten – und einzigen – Meisterschaftspunkt in der Formel 2.
Glatz war der einzige Fahrer des Teams, der an allen Rennen des Jahres teilnahm. Gartner, der Stammfahrer, beendete sein Formel-2-Engagement bereits im Frühjahr 1984, nachdem er ein Formel-1-Cockpit bei Osella erhalten hatte, und Lamberto Leoni, der bei den ersten beiden Rennen des Jahres ebenfalls für Emco an den Start ging, wechselte später zu Minardi.
Glatz fuhr in dieser Saison drei verschiedene Autos für Emco. Bei den ersten drei Rennen ging er mit einem Minardi M283 an den Start, der zum Saisonauftakt einen Heidegger-Motor und danach ein von Mader vorbereitetes BMW-Triebwerk verwendete. Im vierten und fünften Rennen fuhr Glatz erneut den inzwischen veralteten Spirit 201 mit Mader-Motor; danach setzte er bis zum Saisonende einen March 842 ein. Mit diesem Auto erzielte er seinen Meisterschaftspunkt in Donington.

### Formel 3000
Glatz setzte sein Engagement im Formel-Sport in den Jahren 1985 bis 1988 fort, als die Formel-3000-Meisterschaft an die Stelle der Formel 2 getreten war. In diesen Jahren meldete er sich wiederum unter dem Pseudonym Pierre Chauvet. In diesen Jahren ging er bei 17 Rennen an den Start, erzielte aber keine Meisterschaftspunkte.

#### 1985: Ein Rennen mit Oreca
In der ersten Saison nahm Glatz nur an einem Rennen teil: Er meldete sich zum ersten Rennen des Jahres für das französische Team Oreca und fuhr einen March 85B. Er qualifizierte sich bei der „chaotischen Veranstaltung“ als Zehnter. Im Rennen fiel er nach wenigen Runden aus.

#### 1986: Eddie Jordan Racing
In der zweiten Formel 3000-Saison fuhr Glatz für das irische Team Eddie Jordan Racing, den Vorläufer des späteren Formel-1-Rennstalls Jordan Grand Prix. Jordan setzte in dieser Saison mehrere gebrauchte March 85B ein. Glatz trat zu acht von 11 Meisterschaftsläufen an, konnte sich sechsmal qualifizieren und kam zweimal ins Ziel. Bestes Ergebnis war der 14. Platz bei dem Rennen in Le Mans. Auch seine Teamkollegen erreichten keine Meisterschaftspunkte.
Im folgenden Jahr fuhr Glatz kein Formel 3000-Rennen.

#### 1988: Letzte Rennen für britische Teams
Nach einer einjährigen Unterbrechung ging Glatz 1988 zunächst für das britische Team Racetech 3000 an den Start, das einen Lola T87/50 mit Cosworth-Motor einsetzte. Glatz meldete sich zu sechs Rennen, konnte sich aber nur dreimal qualifizieren. Sein bestes Ergebnis war der 19. Platz beim Rennen in Silverstone. Für die letzten drei Rennen des Jahres wurde er durch den Franzosen Didier Artzet ersetzt, der sich nur einmal qualifizierte.
Die letzten beiden Rennen des Jahres bestritt Glatz für das britische Madgwick-Team, das einen Wagen von Reynard einsetzte. Glatz kam auf dem Kurs von Dijon als 14. ins Ziel.

## Sportwagen und historischer Motorsport
Im Anschluss ein seine Formel 3000-Rennen bestritt Fritz Glatz zahlreiche Sportwagenrennen in unterschiedlichen Klassen. So bestritt er beispielsweise zwei Rennen zur Interserie, allerdings lagen zwischen den beiden Auftritten 13 Jahre. 1979 fuhr er ein Rennen in Kassel-Calden auf einem Porsche 934, konnte sich aber nicht klassieren. 1992 ging er beim Wertungslauf in Jarama an den Start. Einsatzfahrzeug war ein March HSB822, den Glatz selbst mit einem 4-Liter-Turbomotor von Audi ausgestattet hatte. Im ersten Lauf fiel er nach einem Motordefekt aus. Aus Mangel an Ersatzteilen musste die Reparatur am Motor aufgegeben werden; Glatz konnte am zweiten Lauf, für den er trotz Ausfalls qualifiziert war, nicht mehr teilnehmen. Später engagierte er sich unter anderem im historischen Motorsport. Er starb im Juli 2002, als er (unter dem Pseudonym Frederico Careca) bei einem Rennen im Autodrom Most in Tschechien die Kontrolle über seinen Footwork FA17 verlor. Das Auto überschlug sich mehrfach. Glatz starb später in einem Krankenhaus aufgrund starker innerer Blutungen und schwerer Wirbelsäulenverletzungen. Er wurde am Grinzinger Friedhof bestattet.

## Statistik

### Einzelergebnisse in der Sportwagen-Weltmeisterschaft
| Saison | Team                            | Rennwagen            | 1   | 2   | 3   | 4   | 5   | 6   | 7   | 8   | 9   | 10  | 11  | 12  | 13  | 14  | 15  | 16  |
| ------ | ------------------------------- | -------------------- | --- | --- | --- | --- | --- | --- | --- | --- | --- | --- | --- | --- | --- | --- | --- | --- |
| 1980   | Jan Lundgårdh                   | Porsche 935          | DAY | BRH | SEB | MUG | MON | RIV | SIL | NÜR | LEM | DAY | WAT | SPA | MOS | ROA | VAL | DIJ |
| 1980   | Jan Lundgårdh                   | Porsche 935          |     |     |     |     |     |     |     |     |     |     |     |     | DNF |     |     |     |
| 1981   | Tuff Kote                       | Porsche 935          | DAY | SEB | MUG | MON | RIV | SIL | NÜR | LEM | PER | DAY | WAT | SPA | MOS | ROA | BRH |     |
| 1981   | Tuff Kote                       | Porsche 935          |     |     |     |     |     |     |     |     |     |     |     | 19  |     |     |     |     |
| 1982   | Fritz Glatz                     | TOJ SC205            | MON | SIL | NÜR | LEM | SPA | MUG | FUJ | BRH |     |     |     |     |     |     |     |     |
| 1982   | Fritz Glatz                     | TOJ SC205            |     |     |     |     | DNF |     |     | DNF |     |     |     |     |     |     |     |     |
| 1986   | Tiga Race Cars Schanche Racing  | Tiga GC286 Argo JM19 | MON | SIL | LEM | NÜN | BRH | JER | NÜR | SPA | FUJ |     |     |     |     |     |     |     |
| 1986   | Tiga Race Cars Schanche Racing  | Tiga GC286 Argo JM19 |     |     |     |     |     | DNF | DNF |     |     |     |     |     |     |     |     |     |
| 1988   | ADA Engineering Schanche Racing | ADA 03 Argo JM19C    | JER | JAR | MON | SIL | LEM | BRÜ | BRH | NÜR | SPA | FUJ | SAN |     |     |     |     |     |
| 1988   | ADA Engineering Schanche Racing | ADA 03 Argo JM19C    |     |     |     |     |     |     | DNF | DNF | 10  |     |     |     |     |     |     |     |